# 一色直朝
一色 直朝（いっしき なおとも）は、戦国時代から安土桃山時代にかけての武将、歌人、画家。幸手一色氏の当主。古河公方、後北条氏の家臣。宮内大輔、従五位下。足利義嗣の玄孫。

## 生涯
父は一色直頼、母は成田親泰の娘。
下総国葛飾郡田宮（幸手）庄の一色城に拠を構えた幸手一色氏の一族で、直朝も同氏の嫡流が名乗った「八郎」、後に「宮内大輔」を称した。
古河公方・足利晴氏の奏者衆として活躍し、天文14年（1545年）に関東に下った聖護院道増が晴氏と会見した際に、古河公方側の窓口になった一色八郎が直朝だとされる。続く義氏にも奏者衆として仕え、反後北条氏勢力によって義氏が古河城を追われた後もこれに従い、永禄12年（1569年）に義氏が古河に帰還するまで近侍する。その後出家し、月庵と号した。
ところが、後北条氏の勢力が古河公方に浸透すると、その勢力は衰退していく。義氏の死後は後北条氏の家臣に編入され、北条氏照の指揮下に置かれる。その一方で、氏照の下で足利氏姫を当主として存続した古河公方家では、庶流の一色氏久が重用されて、嫡流の立場を喪失することになる。小田原征伐ののち、上総国大淵寺に隠棲した。
慶長2年（1597年）11月14日、死去。法名は月庵。
その子・義直は徳川家康に仕えた。
歌人や画家としても優れており、歌人で公家の三条西実枝と交流し、家集に『桂林集』がある。画は『伝貞巌和尚像』（久喜市甘棠院蔵、紙本著色、重要文化財）や『白鷹図』（栃木県立美術館蔵 絹本著色）など、7点の作品が確認されている。また著作として、説話集『月庵酔醒記』がある。なお、御成敗式目の注釈本『蘆雪本貞永式目』の著者を直朝に充てる説もあるが、異論もある。